# Francia Intézet

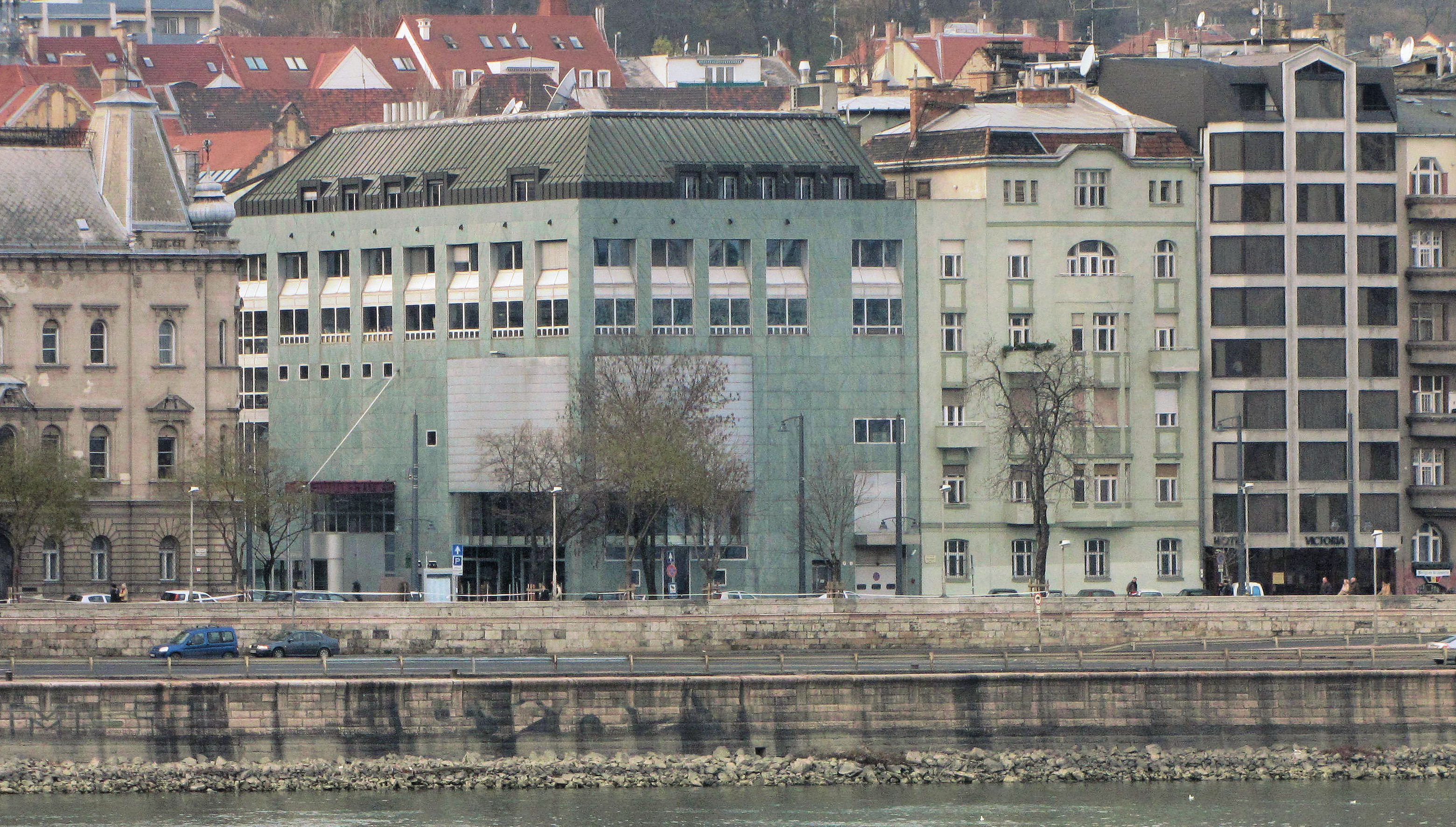
A Francia Intézet Duna-parti épülete

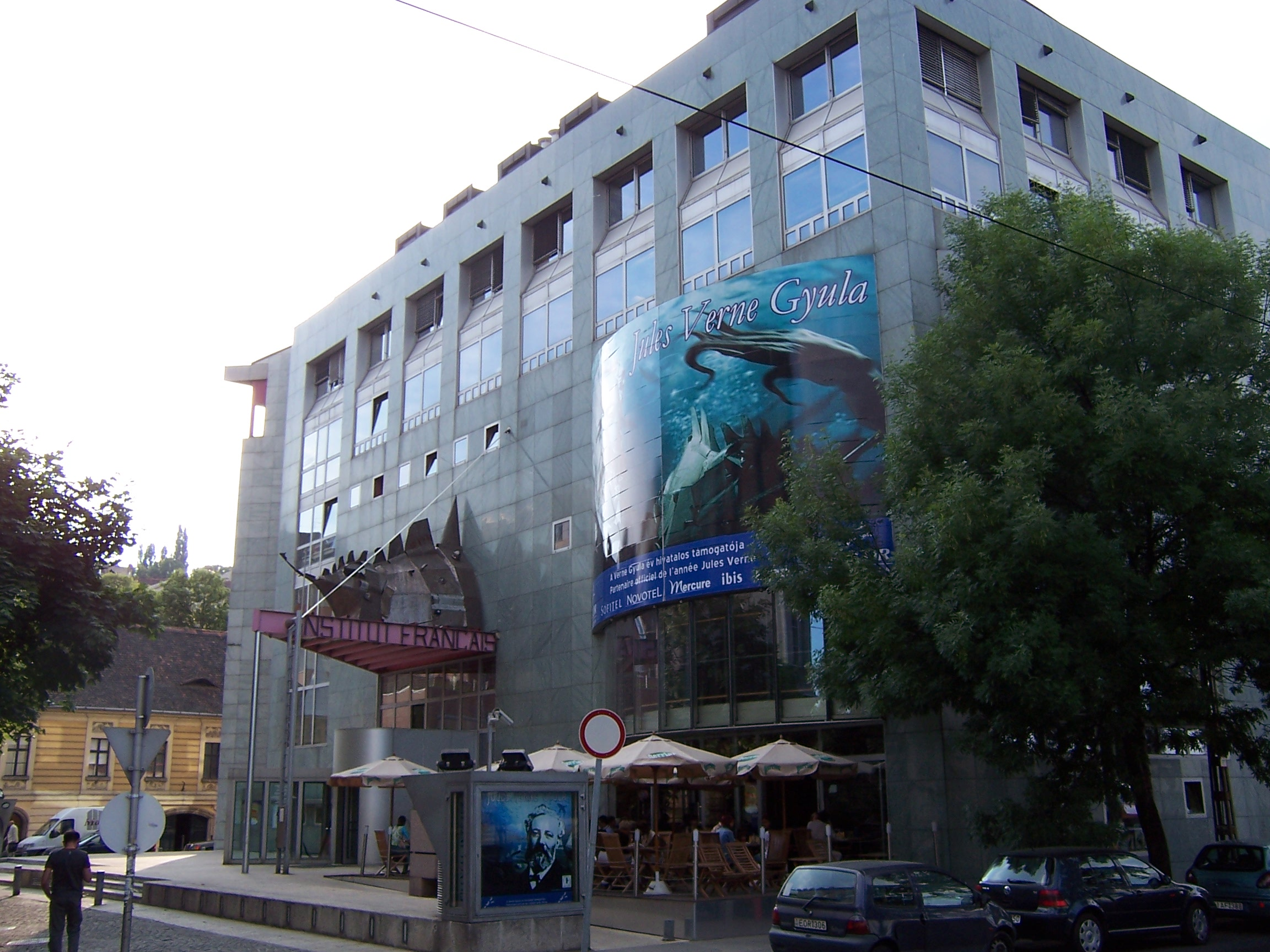
Egy korábbi kép az épületről

A Francia Intézet (franciául: Institut Français) a francia kultúra terjesztésére létrehozott francia állami intézmény, amelynek Franciaországban és a világ számos pontján működnek központjai. 

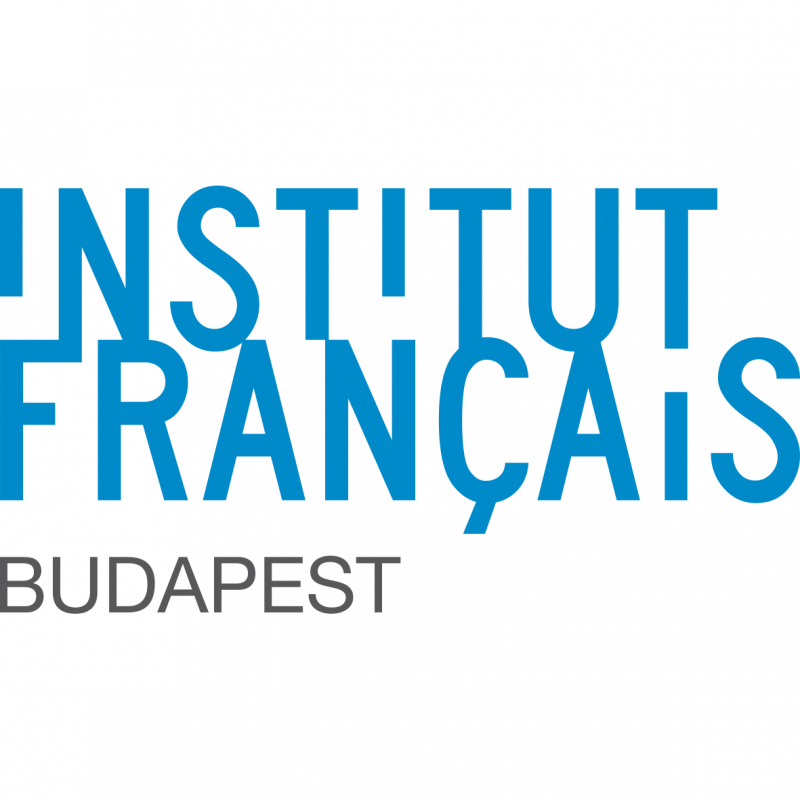
Institut français de Budapest

A Budapesti Francia Intézet 1947-ben jött létre a párizsi egyetem felügyelete alatt. Jóllehet az időszak kedvezőnek tűnt kétoldalú kapcsolatok kialakítására, a háború utáni magyarországi politikai helyzetben az intézet tevékenysége eleinte csak tudományos területre szorítkozhatott.
Miután az addig főleg értelmiségi körökben ismert intézmény 1961-ben a Szegfű utcába költözött, lehetővé vált, hogy szélesebb közönséget fogadjon. Az intézet ettől kezdve kevésbé elitista irányvonalat követett. Számos előadást és filmvetítést rendezett, valamint kiállítótermében nagy visszhangot kiváltó kiállításokat szervezett magyar és francia művészek részvételével.
Fokozatosan közvetlen kapcsolatokat épített ki a magyar kulturális partnerekkel, és elhárultak az akadályok az elől, hogy az intézetet minél többen látogathassák. Ekkor már nyilvánvaló volt, hogy a Szegfű utcai épületben kevés a hely és nem felel meg az igényeknek.
1992-ben, két évvel a rendszerváltás után, az intézet Budára, a számára tervezett Duna-parti új épületbe költözött. Az új helyszín lehetővé tette, hogy az intézmény immár maradéktalanul betöltse küldetését. Az épületet Georges Maurios műépítész tervezte, az épülettömb előtti kis téren Pierre Székely magyar–francia szobrász művét állították fel.
A Budapest Főváros Díjával 2001-ben kitüntetett Budapesti Francia Intézet jelentős szerepet játszik a magyar főváros kulturális életében. A francia cégek és a francia–magyar vegyes vállalatok támogatásával, a magán- és a közszektor közreműködésével magas színvonalú partneri együttműködés alakult ki, amely elősegítette nagyszabású művészi projektek megvalósítását, továbbá egy pozitív és dinamikus Franciaország-kép kialakítását.

## Tevékenysége
- MÉDIATÁR : A médiatár egyrészt kulturális és tanulási eszköz, másrészt alapvető információkat szolgáltat a mai Franciaországról. A multimédiás gyűjtemények több mint 42 000 dokumentumot tartalmaznak, melyek a helyszínen hozzáférhetők, illetve kölcsönözhetők. A 3 szintes médiatár anyagai minden tudásterületet felölelnek. A helyben olvasókat 70 ülőhely várja, internet-hozzáférést is biztosító hat számítógép áll az olvasók rendelkezésére a katalógus tanulmányozásához, lehetőség van fénymásolásra és nyomtatásra is. A gyerekek számára külön könyvtárrészt hoztak létre.

- FRANCIA NYELVI TANFOLYAMOK : A francia mintegy negyven ország, valamint a nemzetközi intézmények többségének hivatalos nyelve. Az intézet tanfolyamaira több mint 2500 hallgató iratkozik be évente, akiket 30 fős tanári gárda oktat optimális feltételek között. Az órák egy részét a Francia Intézetben, más részét kihelyezett vállalati és kormányzati intézményi tanfolyamok keretében, valamint a Katonai Akadémián tartják. Az önképzőközpont és a nemzetközi francia nyelvvizsga-központ biztosítják az önálló általános és szaknyelvi tanulás feltételeit, valamint az Európa Tanács által ajánlott tananyagokkal segítséget nyújtanak a magyar nyelv elsajátításához is.

- KULTURÁLIS PROGRAMOK : Képzőművészet, zene, film, könyvkiadás, színház, design… A Budapesti Francia Intézet és a Kulturális Osztály több mint 10 éve juttatja el a francia kulturális örökség és alkotóművészet értékeit a nagyközönséghez egyrészt saját falai között, másrészt számos budapesti és vidéki kulturális helyszín és fesztivál keretében, amelyekkel valódi partnerkapcsolatot alakított ki.

- OKTATÁSI ÉS NYELVI EGYÜTTMŰKÖDÉS : A nyelvi kooperáció célja, hogy – a magyar Oktatási Minisztériummal együttműködve – hozzájáruljon a magyarországi francia-oktatás minőségének biztosításához az oktatás minden szintjén. Az oktatási együttműködés területén az osztály segíti a magyar felsőoktatási rendszer reformját és részt vesz a fordító- és tolmácsképzésben is. Az osztály támogatja az ifjúsági csereprogramokat, valamint a kulturális- és sporttalálkozókat.

- EGYETEMI ÉS TUDOMÁNYOS KAPCSOLATOK : A tudományos osztály feladata, hogy elősegítse az együttműködést, valamint az oktató– és diákcserét a magyar és a francia egyetemek között. Az osztály tevékenységéhez tartozik a tudományos információk felkutatása és feldolgozása, továbbá olyan rendezvények szervezése, amelyek a francia tudomány és technológia jobb megismertetését szolgálják Magyarországon (például „Tudományról egyszerűen” előadás-sorozat).

## Fordítás
Ez a szócikk részben vagy egészben  az   Institut français de Budapest című francia Wikipédia-szócikk fordításán alapul.  Az eredeti cikk szerkesztőit annak laptörténete sorolja fel. Ez a jelzés csupán a megfogalmazás eredetét és a szerzői jogokat jelzi, nem szolgál a cikkben szereplő információk forrásmegjelöléseként.